# Neostethus lankesteri
Neostethus lankesteri is een straalvinnige vissensoort uit de familie van dwergaarvissen (Phallostethidae). De wetenschappelijke naam van de soort is voor het eerst geldig gepubliceerd in 1916 door Regan.